# کوانژو
کوانژو (به لاتین: Quanzhou) یک شهر مرکزی در جمهوری خلق چین است که در فوجیان واقع شده‌است.

## خصوصیات
کوانژو ۱۱٬۲۴۵ کیلومترمربع مساحت و ۸٬۱۲۸٬۵۳۰ نفر جمعیت دارد.

## خواهرخوانده
شهر سن دیگو خواهرخواندهٔ کوانژو هست.